# Meisterschaft von Zürich 2003
Il Meisterschaft von Zürich 2003, novantesima edizione della corsa, valido come ottava prova della Coppa del mondo di ciclismo su strada, si svolse il 17 agosto 2003 su un percorso di 236,6 km. Venne vinto dall'italiano Daniele Nardello, che terminò in 5h55'30".
Giunsero al traguardo 84 ciclisti.

## Squadre partecipanti
| N.      | Cod. | Squadra                           |
| ------- | ---- | --------------------------------- |
| 1-8     | FAS  | Fassa Bortolo                     |
| 11-18   | QSD  | Quick Step-Davitamon              |
| 21-28   | USP  | US Postal Service p/b Berry Floor |
| 31-38   | SAE  | Saeco-Longoni Sport               |
| 41-48   | TEL  | Team Telekom                      |
| 51-58   | ALS  | Alessio                           |
| 61-68   | RAB  | Rabobank                          |
| 71-78   | COA  | Team Bianchi                      |
| 81-88   | LAM  | Lampre                            |
| 91-98   | GST  | Gerolsteiner                      |
| 101-108 | BLB  | Brioches La Boulangère            |
| 111-118 | VIN  | Vini Caldirola-So.Di.             |

| N.      | Cod. | Squadra                          |
| ------- | ---- | -------------------------------- |
| 121-128 | COF  | Cofidis, le Crédit par Téléphone |
| 131-138 | PHO  | Phonak Hearing Systems           |
| 141-148 | CSC  | Team CSC                         |
| 151-158 | LOT  | Lotto-Domo                       |
| 161-168 | DVE  | Domina Vacanze-Elitron           |
| 171-178 | ONE  | ONCE-Eroski                      |
| 181-188 | A2R  | AG2R Prévoyance                  |
| 191-198 | DEL  | Jean Delatour                    |
| 201-208 | BAN  | iBanesto.com                     |
| 211-218 | C.A  | Crédit Agricole                  |
| 221-228 | FAK  | Team Fakta                       |
| 231-238 | LAN  | Landbouwkrediet-Colnago          |

## Ordine d'arrivo (Top 10)
| Pos. | Corridore        | Squadra      | Tempo    |
| ---- | ---------------- | ------------ | -------- |
| 1    | Daniele Nardello | Team Telekom | 5h55'30" |
| 2    | Jan Ullrich      | Team Bianchi | a 6"     |
| 3    | Paolo Bettini    | Quick Step   | a 11"    |
| 4    | Michael Boogerd  | Rabobank     | s.t.     |
| 5    | Davide Rebellin  | Gerolsteiner | s.t.     |
| 6    | Javier Rodríguez | iBanesto.com | s.t.     |
| 7    | Oscar Camenzind  | Phonak       | s.t.     |
| 8    | David Moncoutié  | Cofidis      | s.t.     |
| 9    | Michele Scarponi | Domina Vac.  | s.t.     |
| 10   | Cristian Moreni  | Alessio      | s.t.     |